# Polivinil hlorid
Polivinil hlorid (Poli(vinil-hlorid, poli- + vinil + hlorid; polivinilov hlorid, tzv. samo „plastika”, ili skraćeno PVC) je plastomerni materijal formiran od linearnih i razgranatih makromolekula opšte formule –(-CH2-CHCl-)n-.

## Otkriće
Polivinil hlorid je slučajno otkriven barem dva puta u 19. veku, prvi put ga je otkrio Henri Viktor Regnault 1835. godine, a drugi put Eugen Baumann 1872. godine. Oba se puta polimer pojavio kao bela čvrsta materija unutar boca vinil hlorida koje su ostavljene na sunčevoj svetlosti. U ranom 20. veku ruski hemičar Ivan Ostromislenski i Fritz Klater iz nemačkog hemijskog trgovačkog društva Griesheim-Elektron su pokušali da koriste polivinil hlorid u komercijalnim proizvodima, ali je krhki polimer uzrokovao neuspeh bilo kojeg proizvoda. Godine 1926. Waldo Semon i B.F. Goodrich Company osmislili su metod PVC plasticiziranja mešajući ga s različitim aditivima. Rezultat je bio fleksibilniji i lakši za obradu materijal koji je uskoro našao mnoštvo oblika komercijalne primene.

## Vrste
Kruti poli(vinil-hlorid) je proziran, tvrd, žilav i teško preradiv materijal; vrlo je otporan na uticaj atmosferskih gasova, i ima dobra dielektrična svojstava. Međutim, izrazito je krt, što se otklanja kopolimerizacijom, npr. s vinil-acetatom, a potom mešanjem s drugim polimerima, npr. poliakrilatima.
Savitljivi poli(vinil-hlorid) sadrži 20 do 30% omekšivača (najčešće estara dikarboksilnih kiselina, npr. dioktil-ftalata) i lako se prerađuje. S povećanjem udela omekšivača smanjuje se prekidna čvrstoća, modul elastičnosti i tačka ostakljavanja, a povećava se prekidno istezanje i udarna žilavost, te se poboljšavaju sveukupna mehanička svojstva pri nižim temperaturama.
Penasti poli(vinil-hlorid) se koristi u proizvodnji veštačke kože (tzv. skaja), presvlaka za nameštaj i vozila, u izradi putnih torbi, itd.

## Dobijanje i svojstva
PVC se većinom proizvodi postupkom koji se naziva suspenzioni postupak polimerizacije. Suspenziona polimerizacija je diskontinualan proces koji se odvija u zatvorenom proizvodnom sistemu. Ukapani vinil-hlorid (monomer) dispergira se u demineralizovanoj vodi i polimerizuje se pomoću inicijatora polimerizacije uz dodatak sredstva za održavanja stabilnosti suspenzije. Reakcija polimerizacije započinje raspadom inicijatora.
Dobija se radikalnom polimerizacijom vinil-hlorida, najčešće u vodenoj suspenziji, ali i u masi, emulziji i rastvoru, pri 50 do 70°C i pritisku od 7-13 bara:
N H2C=CH-Cl --> [-H2C-CH(Cl)-]n
Svojstva PVC materijala se mogu menjati ugradnjom drugih monomera tokom polimerizacije, npr. vinil-acetata ili viniliden-hlorida, a i dodatkom mnogobrojnih stabilizatora, omekšivača (plastifikatora) i punila. Poznato više od stotinu PVC modifikacija sa širokom rasponom svojstava, od tvrdoga i žilavoga do mekanog i elastomernog materijala, među kojima su kruti i savitljivi poli(vinil-hloridi) dve temeljne vrste. Zahvaljujući širokoj primeni njegova potrošnja stalno raste i danas je veća od 37 x 106 t.
Ukupno trajanje tog procesa je oko 4 do 7 sati. Reakcija se prekida pri 85% pretvore monomera u polimer dodavanjem inhibitora reakcije u polimerizator. Budući da je reakcija polimerizacije egzotermna, mora se odvoditi toplota da bi se mogla kontrolirati temperatura samog procesa. Toplota se odvodi posredstvom plašta polimerizatora. Rashladni mediji su voda (oko 23°C) i pothlađena voda (oko 5°C). Neizreagovani monomer se isparavanjem odvodi u zaseban sistem koji se naziva rekuperacija, gdje se nakon komprimovanja pretvara u tečnost i skladišti kako bi se ponovno mogao koristiti u procesu. Vodena suspenzija PVC-a se odvodi dalje u spremnik za skladištenje suspenzije, a zatim se uvodi u kolonu za razdvajanje, gde se suspenziji oduzima monomer. Demonomerizirana suspenzija se skladišti u spremnicima suspenzije odakle se odvodi na centrifugiranje, gdje se odvaja većina vode iz PVC-a, dok se ostatak vlage (vode) uklanja u rotacionim sušilicama strujom vrućeg vazduha. Osušeni proizvod se ciklonima odvaja od vazduha, potom se prebacuje pneumatskim transportom u silose na skladištenje kao gotov proizvod
U smislu prihoda, PVC je jedan od najvrjednijih proizvoda u hemijskoj industriji. Na svetu je preko 50% proizvedenog PVC materijala koristi u građevinarstvu. Posljednjih nekoliko godina PVC je zamenjivao tradicionalne građevne materijale kao što su drvo, beton i glina u mnogim područjima. Ipak je odnedavno više podstiče korištenje obnovljivih materijala, zbog zabrinutosti za životnu sredinu i zbog toksičnih svojstava PVC materijala. PVC se često se reciklira, i koristi se broj „3” kao simbol reciklaže.

## Prerađivanje
Poli(vinil-hlorid) se najviše prerađuje ekstrudiranjem i kalandriranjem te injekcijskim presovanjem, produvavanjem i vakuumskim oblikovanjem.

## Upotreba i primena
PVC ima mnogostruke primene, u prvome redu u građevinarstvu za izradu prozorskih okvira, oluka, roleta, tapeta, podnoga linoleuma, odvodnih cevovoda, itd.. Ovaj materijal ima dobra električno-izolaciona svojstava pa u elektroindustriji služi za izradu kućišta, a ponajviše za izolaciju električnih kablova. 
U velikoj meri se koristi za proizvodnju ambalaže (boca, ambalaže za lekove i kozmetiku), a zbog male propusnosti za vlagu i gasove upotrebljava se u obliku folija za pakovanje životnih namirnica. Takođe se koristi za izrađivanje medicinskih pomagala, auto delova, igračaka, nameštaja, itd. U pirotehnici se koristi za davanje, žutih, zelenih i crvenih boja.

## Problem u svetu i toksičnost
Upravo zbog svoje raširenosti postaje jedan od velikih ekoloških problema, čemu doprinosi i njegova toksičnost u svim fazama od proizvodnje, preko upotrebe do odlaganja.
Nusprodukt proizvodnje PVC materijala su dioksini - jedan od najtoksičnijih ikad stvorenih hemijskih jedinjenja. Već u izuzetno malim količinama uzrokuje tumore, bolesti endokrinih žlijezda, smanjenje imuniteta, dijabetes, kožne probleme, te ugrožava reproduktivnu sposobnost. I druga toksična jedinjenja, nusprodukti proizvodnje PVC materijala, poput etilen dihlorida ili vinil hlorida, takođe se nalaze u izduvnim gasovima i otpadnim vodama ispuštaju u životnu sredinu.

## Literatura
- Tehnički leksikon, Leksikografski zavod Miroslav Krleža; glavni urednik: Zvonimir Jakobović. Tiskanje dovršeno 21. prosinca 2007.g., Nacionalne i sveučilišne knjižnice u Zagrebu pod brojem 653717.  978-953-268-004-1, str. 666.
- Titow, W. (1984). PVC Technology. London: Elsevier Applied Science Publishers. ISBN 978-0-85334-249-6.

## Spoljašnje veze
- The European PVC Portal (European Council of Vinyl Manufacturers)
- Polyvinyl Chloride International Chemical Safety Cards—CDC/NIOSH
- PVC4Pipes (Global PVC Pipe trade association)
- The guide of pvc window in France
- An introduction to vinyl
- The Vinyl Council of Canada
- US Vinyl Institute
- Resources for all UPVC windows in French